# Archives centrales de l'État (Italie)
Pour les articles homonymes, voir Archives centrales.
Les Archives centrales de l’État (Archivio centrale dello Stato) sont les Archives nationales de l'Italie. 

## Histoire
Elles ont été créées en 1875 sous le nom d'Archives du royaume, mais elles n'étaient pas alors distinctes des Archives d'État de Rome, créées en 1871 pour gérer les archives de l'État pontifical dont le nouveau royaume d'Italie se trouvait possesseur.
La dénomination actuelle date de 1953. Leur siège est, depuis 1960, dans le quartier de l'EUR (41° 49′ 43,3128″ N, 12° 28′ 35,6″ E), dans la banlieue sud de Rome. Elles relèvent du Ministère pour les Biens et les Activités culturels.

## L'édifice

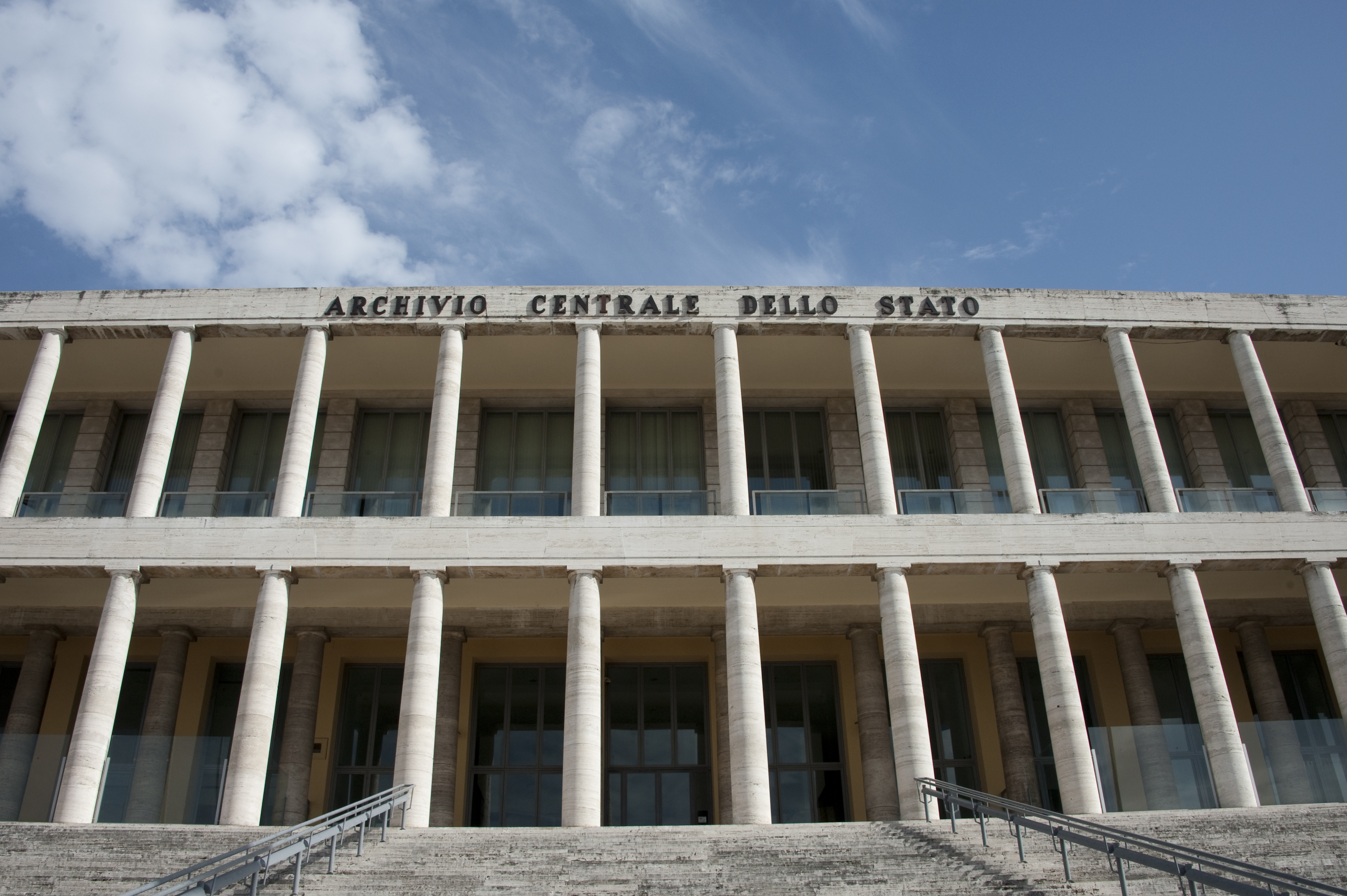
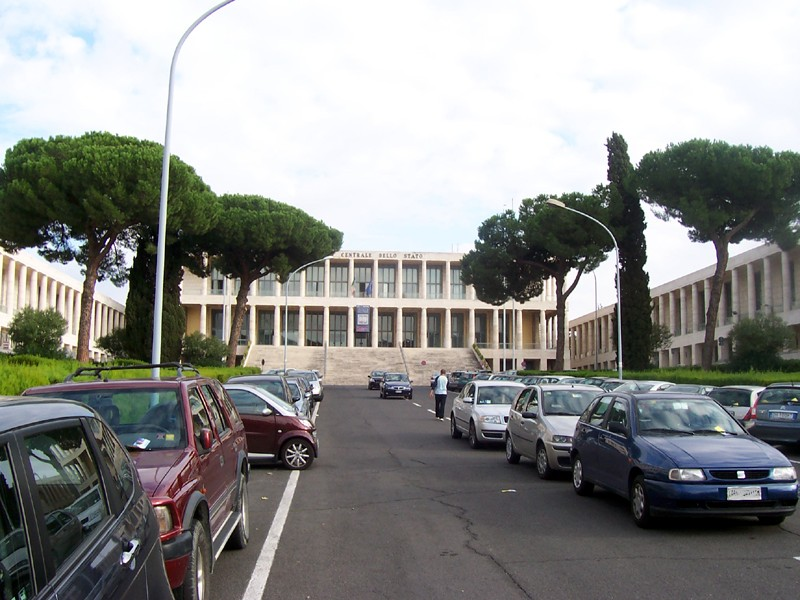